# NGC 407
NGC 407 là một thiên hà dạng hạt đậu nằm trong chòm sao Song Ngư. Nó được phát hiện vào ngày 12 tháng 9 năm 1784 bởi William Herschel. Nó được Dreyer mô tả là "rất mờ nhạt, rất nhỏ, phía tây nam của 2.", cái còn lại là NGC 410.